# Freddy King Sings
| Recensione | Giudizio |
| ---------- | -------- |
| AllMusic   |          |

Freddy King Sings è il primo album del cantante statunitense Freddie King, pubblicato nel 1961 da Son-Lo/Fort Knox.
Nel 2008, Freddy King Sings è stato inserito nella Blues Foundation Hall of Fame nella categoria "Classics of Blues Recordings".

## Tracce
Lato 1
1. See See Baby - 2:14 (King, Thompson)
2. Lonesome Whistle Blues - 2:45 (Moore, Teat, Toombs)
3. Takin' Care of Business - 2:40 (Toombs)
4. Have You Ever Loved a Woman - 2:59 (Myles)
5. You Know That You Love Me - 2:16 (King, Thompson)
6. I'm Tore Down - 2:33 (Thompson)

Lato 2
1. I Love the Woman - 2:46 (Miles)
2. Let Me Be Stay Away from Me - 2:25 (Thompson)
3. It's Too Bad Things Are Going so Tough - 3:03 (King)
4. You've Got To Love Her with a Feeling - 3:12 (King, Thompson)
5. If You Believe In What You Do - 2:56 (Lamont, Toombs, Thompson)
6. You Mean Mean Woman (How Can Your Love Be True) - 2:40 (Willis, Thompson)

## Formazione
- Freddie King - chitarra leader, voce
- Fred Jordan - seconda chitarra
- Bill Willis - basso
- Gene Redd - sassofono
- Clifford Scott - sassofono
- Sonny Thompson - pianoforte
- Phillip Paul - batteria